# Парламентарни избори в Северна Корея (1967)
Парламентарните избори в Северна Корея през 1967 г. са четвърти избори за Върховно събрание и са проведени на 28 ноември.
Само един кандидат е избиран във всеки избирателен район, всички от които са представители на Корейската работническа партия, въпреки че някои са кандидати от името на други партии или държавни организации, за да се даде вид на демокрация.
За първи път са избрани представители на корейците, живеещи в Япония. Първата сесия се провежда между 14 и 16 декември 1967 г.

## Резултати
| Коалиция                                        | Партия                          | Гласове | %     | Места |
| ----------------------------------------------- | ------------------------------- | ------- | ----- | ----- |
| Демократичен фронт за обединение на отечеството | Корейска работническа партия    |         | 100,0 | 288   |
| Демократичен фронт за обединение на отечеството | Асоциация на корейците в Япония | 7       | 100,0 |       |
| Демократичен фронт за обединение на отечеството | Чондоистка партия               | 4       | 100,0 |       |
| Демократичен фронт за обединение на отечеството | Корейска демократична партия    | 1       | 100,0 |       |
| Демократичен фронт за обединение на отечеството | Будистки съюз                   | 1       | 100,0 |       |
| Демократичен фронт за обединение на отечеството | Други партии                    | 156     | 100,0 |       |
| Общо                                            | Общо                            |         | 100   | 457   |
| Регистрирани гласове/активност                  | Регистрирани гласове/активност  |         | 100,0 | –     |
| Източник: Nohlen et al.                         |                                 |         |       |       |